# Im Kwon-taek
Im Kwon-taek 임권택 (Jangseong, 2 maggio 1936) è un regista sudcoreano. I suoi film hanno vinto numerosi festival sudcoreani e internazionali.

## Biografia
Im Kwon-taek nasce a Jangseong, Jeollanam-do e cresce a Gwangju. Dopo la guerra di Corea, si trasferisce a Seul (1956), dove Jeong Chang-hwa, il regista del film Cinque dita di violenza (1972), gli offre un lavoro come assistente di produzione. Jeong Chang-hwa lo raccomanda per la regia di un film nel 1961. Il debutto come regista di Im risale alla pellicola del 1962, Farewell to the Duman River (Dumanganga jal itgeola).
Prima del 1980 diventa noto soprattutto per le sue regie di film commerciali, riuscendo a produrne almeno otto l'anno, per rispettare il numero programmato dal governo . Il suo desiderio di realizzare film artisticamente più soddisfacenti produce il suo film del 1978 Jokbo (Genealogy o The Family Tree), ma il punto di svolta della sua carriera avviene nel 1981, quando realizza il film Mandala. Da questo punto in avanti le sue opere vengono considerate a tutti gli effetti film d'autore e sono regolarmente accolte in festival cinematografici internazionali, dove vincono numerosi premi.

## Filmografia

### Cinema
- Dumanganga jal itgeola (1962)
- Jeonjaenggwa noin (1962)
- Danjang lok (1963)
- Namjaneun anpallyeo (1963)
- Mangbuseog (1963)
- Shinmungo (1963)
- Yogmangui gyeolsan (1964)
- Shibjamae seonsaeng (1964)
- Dangol jikaksaeng (1964)
- Shibnyeon sedo (1964)
- Yeonghwa mama (1964)
- Bitsoke jida (1965)
- Wanggwa sangno (1965)
- Jeonjaenggwa yeogyosa (1966)
- Beobchangeul ullin oki (1966)
- Naneum wang-ida (1966)
- Nilniri (1966)
- Cheongsa choryong (1967)
- Pungunui geomgaek (1967)
- Manghyang cheonri (1967)
- Yohwa Jang Huibin (1968)
- Baramgateun sanai (1968)
- Mongnyeo (1968)
- Dolaon winsonjabi (1968)
- Binaerineun gomoryeong (1969)
- Shanghai talchul (1969)
- Shiboya (1969)
- Roegeom (1969)
- Hwangyaui doksori (1969)
- Shinse jom jijaguyo (1969)
- Sanai samdae (1969)
- Wolhaui geom (1970)
- Aeggunun park (1970)
- Iseulmajeun baekilhong (1970)
- Binaerineun seonchangga (1970)
- Geu yeojareul jjochara (1970)
- Bamcharo on sanai (1970)
- Bigeom (1970)
- Soknunseobi kin yeoja (1970)
- Wonhanui geori nuni naerinda (1971)
- 30 nyeonmanui daegyeol (1971)
- Weonhanui tukkobchu (1971)
- Nareul deoisang goerobhiji mara (1971)
- Yogeom (1971)
- Duljjae eomeoni (1972)
- Myeongdong samgukji (1972)
- Myeongdong janhoksa, co-regia di Jang-ho Byeon e Young Nam Ko (1972)
- Dolaon jawa ddeonaya hal ja (1972)
- Samguk daehyeob (1972)
- Janganmyeonggi obaekwa (1973)
- Daechugyeok (1973)
- Jabcho (1973)
- Jeungeon (1974)
- Anaedeului haengjin (1974)
- Ulji aneuri (1974)
- Yeonhwa (1974)
- Yeonhwa 2 (1975)
- Wae guraetdeonga (1975)
- Eoje, oneul, geurigo naeil (1975)
- Wangshibri (1976)
- Maenbalui nunkil (1976)
- Nakdongkaneun heureuneunga (1976)
- Anae (1976)
- Okryegi (1977)
- Imjinrangwa gyewolhyang (1977)
- Sangroksu (1978)
- Gaggabgodo meon kil (1978)
- Naeil ddo naeil (1979)
- Jokbo (1979)
- Jeo padowie eoma eolguli (1979)
- Shingung (1979)
- Bokbuin (1980)
- Gitbaleobtneun gisu (1980)
- Jagko (1980)
- Mandala (1981)
- Woosangui nunmul (1982)
- Oyeomdoen jashikdeul (1982)
- Abenko gongsu gundan (1982)
- Angae maeul (1983)
- Nabipumeseo uleotda (1983)
- Bului dal (1983)
- Gilsoddeum (1986)
- Heureuneun gangmuleul eojji makeorya (1986)
- Ticket (1986)
- Adada (1987)
- Ssibaj-i (Sibaji) (1987)
- Yeonsan ilgi (1988)
- Aje aje bara aje (1989)
- Hand in Hand (1989)
- Janggunui adeul (1990)
- Janggunui adeul II (1991)
- Gaebyeok (1991)
- Janggunui adeul III (1992)
- Seopyeonje (1993)
- Taebaek sanmaek (1994)
- Chukje (1996)
- Chang (1997)
- Chunhyangdyeon (Chunhyangdyun) (2000)
- Ebbro di donne e di pittura (Chihwaseon) (2002)
- Haryu-insaeng (Haryu insaeng) (2004)
- Beyond the Years - Al di là del tempo (Chun nyun hack) (2007)
- Dal-bit gil-eo-ol-li-gi (2011)
- Hwajang (2014)

## Riconoscimenti
- Asia Pacific Film Festival
  - Special Jury Award Chunhyang (2000)
  - Best Director and Best Film Sibaji (1987)
- Festival del Cinema di Berlino
  - Honorary Golden Berlin Bear (2005)
- Cannes Film Festival
  - Prix de la mise en scène Ebbro di donne e di pittura (2002)
- Grand Bell Awards (Korea), Best Director
  - Testimony (Jungon) (1974)
  - Jokbo (Genealogy/Family Tree) (1979)
  - Mandala (1981)
  - Ticket (1986)
  - Yeonsan ilgi (Diary of King Yonsan) (1988)
- Hankuk Play and Film Arts Awards (Korea), Best Director
  - Wangshibri (A Byegone Romance) (1976)
  - Nakdongkaneun heureuneunga (Commando on the Nakdong River) (1976)
  - Angae maeul (Village in the Mist) (1983)

- Hawaii International Film Festival
  - Best Feature Film Chunhyang (2000)
- Korean Film Critics Awards, Best Director
  - Gilsoddeum (Gilsodom) (1986)
  - Ticket (1986)
- Pusan International Film Festival
  - Netpac Award Chunhyang (2000)
- San Francisco International Film Festival
  - Akira Kurosawa Award (1998)
- Shanghai International Film Festival
  - Golden Goblet – Best Director Seopyeonje (1993)
- Singapore International Film Festival
  - 2001 Silver Screen Award – Best Asian Director Chunhyang (2000)